# Distoriam
Distoriam — канадская фолк-метал группа, основанная Фрэнсисом Боде и Томми Дюфо в 2010 году. Иногда их называют «канадским ответом Sabaton».

## Характеристики
Название
Первый релиз группы вышел под названием Vinlanders — демо 2011 года. Они изменили своё название на Distoriam, как более нейтральное, чтобы отразить их общую тематику. Название Distoriam было образовано от сочетания слов History (с англ. — «История») и Distortion (с англ. — «Искажение»).
Стиль
В большинстве обзоров отмечается, что группа играет фолк-метал.
Лирика
Основные темы: История, Приключения. Музыканты рассказывают, что в альбоме Chapter I : Vinlanders (2015) они поют о викингах, но подчёркивают, что не играют викинг-метал. Предполагалось, что каждый новый альбом будет посвящён отдельной исторической эпохе, поэтому термин «исторический фолк-метал» хорошо бы подошёл для описания группы.
Дизайн обложек
Внешний вид

## История
Появившись в 2010 году как Vinlanders и выпустив своё первое демо в 2011 году, они изменили название на Distoriam. Демо раздавали фанатам во время живых выступлений. Некоторое время оно также было доступно бесплатно в Интернете. В 2015 году вышел полноформатный альбом Chapter I: Vinlanders. Ему предшествовал EP под названием Les Voyageurs, содержащий 3 песни из альбома.
В 2017 году вышел сплит Distrollbar с группами TrollWar и Trobar, который помимо новых песен содержит также каверы на песню «Magnetic North» группы Alestorm (в исполнении Distoriam), на квебекскую народную песню «Légende Indienne» (в исполнении Trobar) и на песню «Nectars Of Eden» шведской группы Ebony Tears (в исполнении TrollWar). Последний трек «Chant Sacré» группы Distrollbar — название, под которым собраны музыканты всех трёх групп.
В 2018 году опубликована новая песня «La Guilde de l’Or et du Roy» из ещё неизданного альбома Chapter II.
Концерты
Группа выступала на одной сцене с локальными фолк-метал коллективами Квебека, как, например, Trollwar, Valfreya, Nordheim, Trobar. А также играла на разогреве у Ex Deo.

## Участники
Текущий состав
- Фрэнсис Боде – гроулинг-вокал, ирландский бузуки (2010–н. в.)
- Томми Дюфо – чистый вокал, ритм-гитара (2010–н. в.)
- Доминик Бурк – ударные (2017–н. в.)
- Марк-Андре Дюгас – бас-гитара, бэк-вокал (2018–н. в.)

Бывшие участники
- Сабрина Мазероль – клавишные, бэк-вокал (2016–2018)
- Ян Пулио – Бас-гитара, бэк-вокал (2014–2018)
- Франсуа Бертран – Соло-гитара (2017–2018)
- Марк-Андре Лепин – Ударные (2015–2017)
- Жан-Кристоф Арсено – Соло-гитара, бэк-вокал (2014–2016)
- Софи Робиллард – клавишные, Колёсная лира, бэк-вокал (2012–2015)
- Пьер-Антуан Шоссе-Кастонге — мандолина, вистл, бэк-вокал (2014–2015)
- Арно Трамбле-Рой — бас-гитара (2010–2014)
- Дэвид Массикотт — ударные, бэк-вокал (2010–2013)
- Александр Питр — соло-гитара (2010-2013)
- Винсент Лалюмьер – клавишные (2011-2012)
- Филипп Пажо — клавишные (2010-2011)
- Филипп Портеланс – ведущий вокал (2010)
- Рафаэль Леклер – соло-гитара (2010)
- Дэйв Хейзел – ударные (2010)

Временная шкала

## Дискография
- Les Voyageurs (2015) — EP
- Chapter I : Vinlanders (2015)
- Distrollbar (2017)[комм. 1]